# 岐阜新聞・岐阜放送杯
岐阜新聞・岐阜放送杯（ぎふしんぶん・ぎふほうそうはい）は、岐阜県地方競馬組合が笠松競馬場ダート1400mで施行する地方競馬の準重賞競走である。格付けはP。
岐阜新聞社と岐阜放送が優勝杯を提供しているため、正式名称は「岐阜新聞社・岐阜放送賞 岐阜新聞・岐阜放送杯」。

## 概要
2024年度に新設された笠松所属3歳馬による準重賞競走である。第1回は笠松競馬場のダート1400mで施行。
なお、準重賞であるが第1回より回次は表記されている。

### 条件・賞金等（2024年）
出走資格
サラブレッド系3歳オープン、笠松所属（前年12月6日から本年12月13日までに東海所属馬として出走歴のある馬）
負担重量
別定。A級57級、B級56kg、C級55kg（牝馬2kg減）で番組賞金600万円以上は1kg、同900万円以上は2kg増となる。
賞金額
1着200万円、3着70万円、3着40万円、4着20万円、5着10万円。
副賞
岐阜新聞社・岐阜放送賞。

### 歴代優勝馬
| 回次  | 施行日         | 優勝馬             | 性齢 | 所属 | タイム | 優勝騎手 | 管理調教師 |
| ----- | -------------- | ------------------ | ---- | ---- | ------ | -------- | ---------- |
| 第1回 | 2024年12月29日 | シェリングフォード | 牡3  | 笠松 | 1:29.4 | 長江慶悟 | 川嶋弘吉   |

## 同名の競走
2006年より笠松競馬場で同名の競走が行われていた。2006年から2020年までは古馬のA級ないしB級の競走であったが、2021年より笠松所属3歳馬限定のオープン特別競走として施行された。
各年の距離・勝ち馬は以下の通り。
| 施行日         | 距離  | 優勝馬             | 性齢 | 所属 | タイム | 優勝騎手 | 管理調教師 |
| -------------- | ----- | ------------------ | ---- | ---- | ------ | -------- | ---------- |
| 2006年1月1日   | 1800m | ゼンノサンタアニタ | 牡6  | 笠松 | 1:58.3 | 濱口楠彦 | 伊藤強一   |
| 2007年1月1日   | 1800m | レッツゴーフジ     | 牡10 | 笠松 | 1:58.9 | 山田順一 | 藤田正治   |
| 2008年1月1日   | 1800m | デルマアポロ       | 牡6  | 笠松 | 1:59.6 | 筒井勇介 | 森山英雄   |
| 2009年1月1日   | 1800m | バンナボレロ       | 牡8  | 笠松 | 1:59.6 | 濱口楠彦 | 水野善太   |
| 2010年1月1日   | 1800m | コパノライジン     | 騸6  | 笠松 | 1:55.9 | 濱口楠彦 | 柳江仁     |
| 2011年1月1日   | 1800m | フサイチフウジン   | 牡6  | 笠松 | 1:57.2 | 筒井勇介 | 柴田高志   |
| 2011年12月29日 | 1600m | バンダムミュートス | 騸5  | 笠松 | 1:43.3 | 東川公則 | 後藤正義   |
| 2012年12月28日 | 1600m | アプローチミー     | 牡5  | 笠松 | 1:41.6 | 向山牧   | 川嶋弘吉   |
| 2013年12月28日 | 1600m | ヤマニンノベリスト | 牝9  | 笠松 | 1:42.7 | 吉井友彦 | 森山英雄   |
| 2014年12月29日 | 1600m | フレンチナデシコ   | 牝5  | 笠松 | 1:42.9 | 佐藤友則 | 井上孝彦   |
| 2015年12月29日 | 1600m | バラノカオリ       | 牝4  | 笠松 | 1:44.6 | 藤原幹生 | 笹野博司   |
| 2016年12月28日 | 1400m | ウインステージ     | 牝5  | 笠松 | 1:30.2 | 筒井勇介 | 伊藤勝好   |
| 2017年12月27日 | 1600m | ルーヴルヴォイス   | 牝5  | 笠松 | 1:42.7 | 池田敏樹 | 伊藤強一   |
| 2019年12月29日 | 1600m | デルマジン         | 騸4  | 笠松 | 1:41.7 | 水野翔   | 笹野博司   |
| 2020年12月29日 | 1600m | キングリーフィスト | 牡5  | 笠松 | 1:42.3 | 水野翔   | 後藤佑耶   |
| 2021年12月29日 | 1900m | ラブアンバジョ     | 牡3  | 笠松 | 2:08.1 | 松本剛志 | 伊藤強一   |
| 2022年12月29日 | 1600m | ダイナミックリュウ | 牡3  | 笠松 | 1:45.3 | 藤原幹生 | 川嶋弘吉   |
| 2023年12月29日 | 1600m | エンジョイリッキー | 牡3  | 笠松 | 1:41.5 | 丸野勝虎 | 田口輝彦   |

### 各回競走結果の出典
- JBISサーチ
  - 2006年、2007年、2008年、2009年、2010年、2011年、2011年、2012年、2013年、2014年、2015年、2016年、2017年、2019年、2020年、2021年、2022年、2023年、2024年